# Sverker den äldre

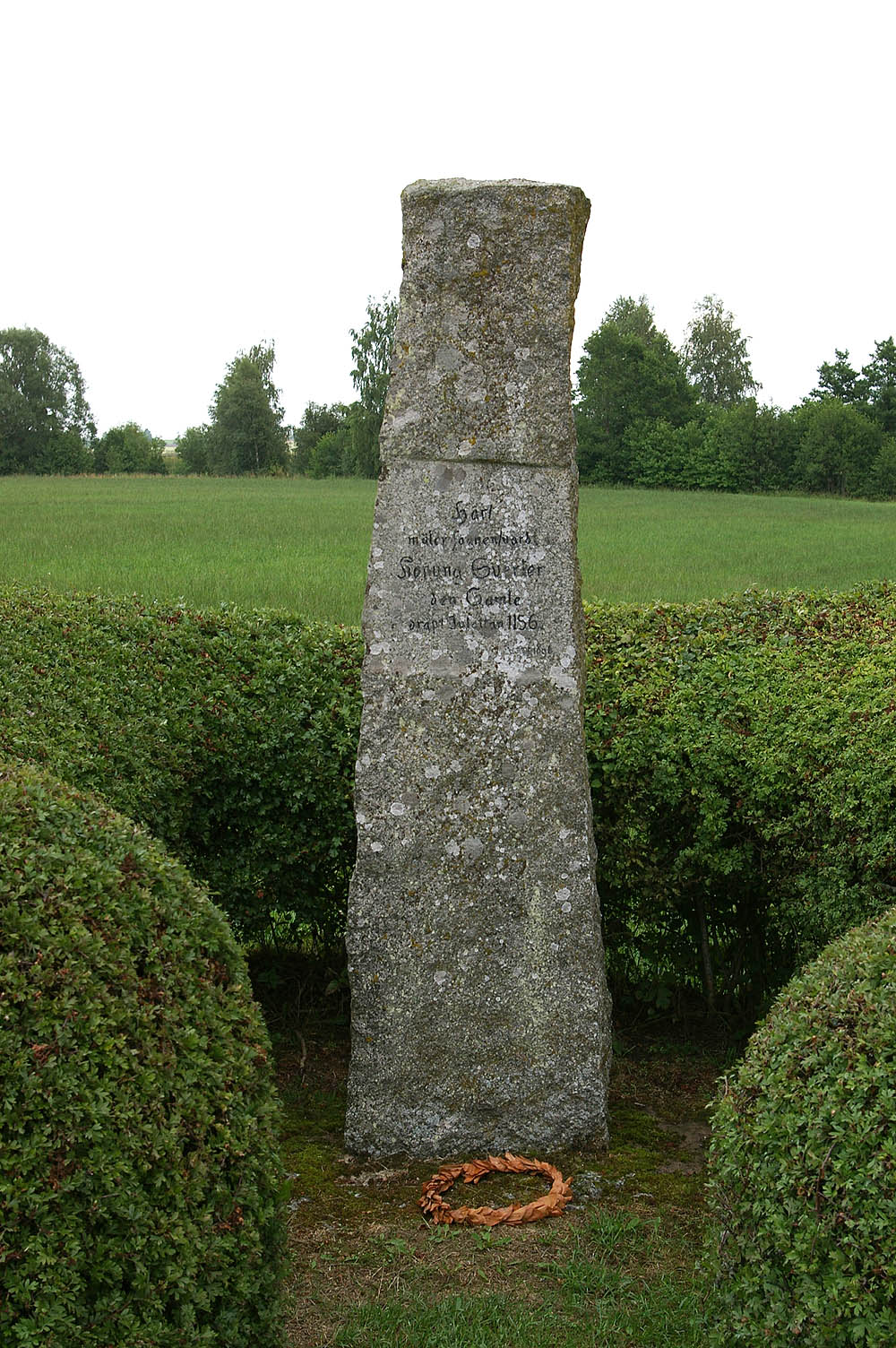
Minnessten i närheten av Alebäcks bro där Sverker sägs ha mördats år 1156. Stenen står strax söder om Alvastra kloster. Enligt en karta från 1600-talet fanns på platsen en äldre minnessten som togs bort på 1700-talet "för att icke vara Åkerman till hinder".

Sverker den äldre, mördad 25 december 1156, var kung av Sverige. Enligt Västgötalagens kungalängd, sammanställd omkring 1240, hette hans far Cornube och var från Östergötland.  Enligt isländska Langfeðgatal skall Sverkers far istället ha varit Erik Årsäll.

## Biografi
Sverker den äldre är den svenske kung som har gett namn åt Sverkerska ätten. Han erkändes som svearnas kung i början av 1130-talet samt även som götarnas från cirka 1134 och regerade till sin död 1156. Sverker var benägen att gifta sig med personer som gjorde hans bräckliga kungarike starkare och stabilare. Det ska till exempel ha funnits en tidigare hustru som enligt traditionen skall ha rymt från Sverker och kan ha varit mor till sonen Kol. 
Första kända makan var Ulvhild Håkansdotter av en norsk stormannaätt, änka efter Inge den yngre. Giftermålet med Ulvhild skapade starka band mellan Sverker och Norge och dessutom knöt han till sig Inge den yngres släkt. 
Senare var han gift med Rikissa av Polen. Giftermålet med Rikissa försäkrade honom om att bli accepterad som kung även i Västergötland. 
Sverkers och Ulvhilds namn återfinns i anknytning till grundandet av Sveriges äldsta cistercienserkloster. Detta upprättades år 1143 i Alvastra vid Ombergs fot på ett område, som Ulvhild fått i morgongåva av sin man. Enligt en tradition nedtecknad på 1700-talet ska Sverker ha uppfört nya Kaga kyrka på den plats där en äldre gravkyrka hade byggts av hans farfar eller av fadern Cornube.
På 1150-talet skall Sverker ha råkat i krig med Danmark. Till lycka för Sverker lyckades smålänningarna slå ner den danske kungen Svens angrepp, och därmed vända konflikten till sådana grader att han fick sin styvson, den danske tronpredenten Knut, erkänd som danskarnas kung år 1154. 
Sverker den äldre skall ha blivit mördad av sina egna hirdmän (enligt ovannämnda kungalängd av sin hästesven) på väg till julottan i Västra Tollstads kyrka  år 1156. Han begravdes därefter i Alvastra kloster. Anstiftare till mordet var möjligen den danske prinsen och tronpretendenten Magnus Henriksson.

## Barn
Olika moderna källor ger olika listor med barn till Sverker; de enda som tycks vara allmänt accepterade är Johan och Karl. Vem som skall ha varit moder till barnen varierar också. Följande barn anges dock i olika källor:
- Johan[5]
- dotter med okänt namn,[5] möjligen Helena[6], som år 1156 gifte sig med kung Knut V av Danmark
- Karl[5]
- Ingegerd
- Sune Sik; uppgiften om honom kommer från en medeltida genealogi, men Natanael Beckman har föreslagit att det rör sig om en påhittad tradition kring en donator till Vreta Kloster[7]. Andra historiker har ansett honom som historisk.[8][9][5]
- Burislev. Att han haft en son med detta namn anges i Valdemar Sejrs jordebok.[10][11]
- Kol. I de medeltida källor som finns anges han endast som son till Johan, men senare historiker har ändå antagit att han skulle ha varit son till Sverker.[12]